# Apostoł eniński

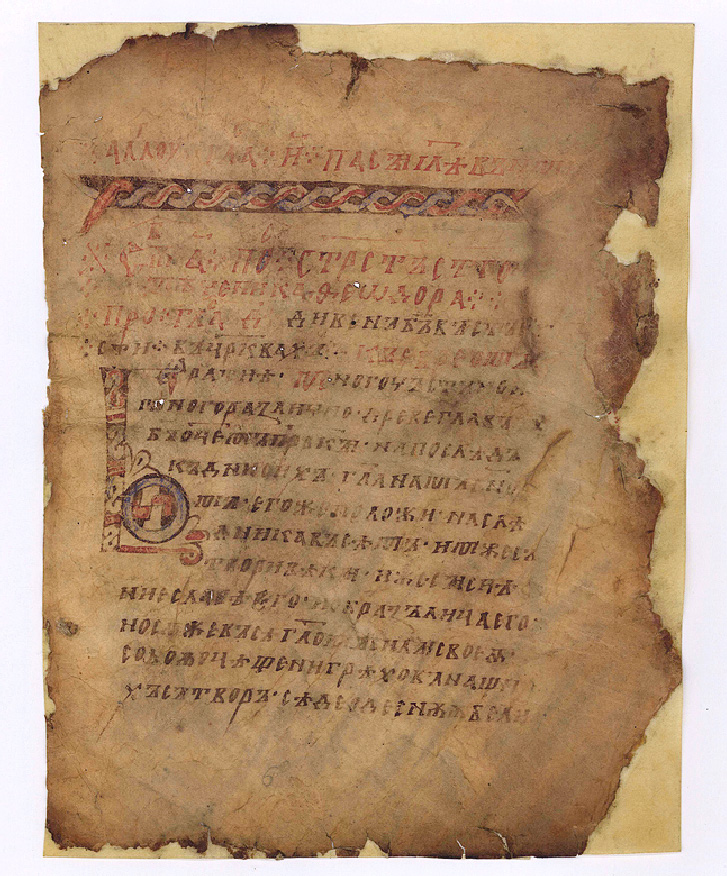
Karta z Apostoła enińskiego

Apostoł eniński – pisany cyrylicą manuskrypt z XI wieku, będący najstarszym znanym lekcjonarzem Nowego Testamentu w przekładzie na język staro-cerkiewno-słowiański. Odkryty został w 1960 roku w trakcie remontu cerkwi św. Paraskiewy we wsi Enina koło Kazanłyku w Bułgarii. Obecnie znajduje się w zbiorach Biblioteki Narodowej Bułgarii w Sofii.
Z manuskryptu zachowało się zaledwie 39 kart, miejscami mocno uszkodzonych. Zachowane fragmenty zawierają czytania liturgiczne od 35. niedzieli po Pięćdziesiątnicy do Wielkiej Soboty i od 1 września do 3 października. Wydanie krytyczne tekstu ogłosili Kirił Mirczew i Christo Kodow (Енински Апостол. Старобългарски паметник от XI век, София 1965). W 1983 roku wydano facsimile.
W roku 2011 Apostoł eniński został wpisany na listę UNESCO Pamięć Świata.